# Stazione di Chibune
La stazione di Chibune (千船駅?, Chibune-eki) è una stazione ferroviaria di Ōsaka, e si trova nel distretto di Nishiyodogawa-ku. Dista 5,9 km ferroviari dal capolinea di Umeda.

## Linee
Ferrovie Hanshin
■ Linea principale Hanshin

## Struttura
La stazione è realizzata su viadotto e dispone di due marciapiedi a isola con quattro binari passanti.
| 1-2 | ■ Linea principale Hanshin | per Noda e Umeda                          |
| 3-4 | ■ Linea principale Hanshin | per Amagasaki, Sannomiya, Akashi e Himeji |

## Stazioni adiacenti
| «                                 | Servizio                 | »                        |
| Linea principale Hanshin          | Linea principale Hanshin | Linea principale Hanshin |
| --------------------------------- | ------------------------ | ------------------------ |
| Himejima                          | Locale                   | Kuise                    |
| Noda                              | Semiespresso             | Amagasaki                |
| Tutti gli altri treni non fermano |                          |                          |